# Ajedrez de Alicia
| a8 | b8 | c8 | d8 | e8 | f8 | g8 | h8 |
| a7 | b7 | c7 | d7 | e7 | f7 | g7 | h7 |
| a6 | b6 | c6 | d6 | e6 | f6 | g6 | h6 |
| a5 | b5 | c5 | d5 | e5 | f5 | g5 | h5 |
| a4 | b4 | c4 | d4 | e4 | f4 | g4 | h4 |
| a3 | b3 | c3 | d3 | e3 | f3 | g3 | h3 |
| a2 | b2 | c2 | d2 | e2 | f2 | g2 | h2 |
| a1 | b1 | c1 | d1 | e1 | f1 | g1 | h1 |

| a8 | b8 | c8 | d8 | e8 | f8 | g8 | h8 |
| a7 | b7 | c7 | d7 | e7 | f7 | g7 | h7 |
| a6 | b6 | c6 | d6 | e6 | f6 | g6 | h6 |
| a5 | b5 | c5 | d5 | e5 | f5 | g5 | h5 |
| a4 | b4 | c4 | d4 | e4 | f4 | g4 | h4 |
| a3 | b3 | c3 | d3 | e3 | f3 | g3 | h3 |
| a2 | b2 | c2 | d2 | e2 | f2 | g2 | h2 |
| a1 | b1 | c1 | d1 | e1 | f1 | g1 | h1 |

| a8 | b8 | c8 | d8 | e8 | f8 | g8 | h8 |
| a7 | b7 | c7 | d7 | e7 | f7 | g7 | h7 |
| a6 | b6 | c6 | d6 | e6 | f6 | g6 | h6 |
| a5 | b5 | c5 | d5 | e5 | f5 | g5 | h5 |
| a4 | b4 | c4 | d4 | e4 | f4 | g4 | h4 |
| a3 | b3 | c3 | d3 | e3 | f3 | g3 | h3 |
| a2 | b2 | c2 | d2 | e2 | f2 | g2 | h2 |
| a1 | b1 | c1 | d1 | e1 | f1 | g1 | h1 |

| a8 | b8 | c8 | d8 | e8 | f8 | g8 | h8 |
| a7 | b7 | c7 | d7 | e7 | f7 | g7 | h7 |
| a6 | b6 | c6 | d6 | e6 | f6 | g6 | h6 |
| a5 | b5 | c5 | d5 | e5 | f5 | g5 | h5 |
| a4 | b4 | c4 | d4 | e4 | f4 | g4 | h4 |
| a3 | b3 | c3 | d3 | e3 | f3 | g3 | h3 |
| a2 | b2 | c2 | d2 | e2 | f2 | g2 | h2 |
| a1 | b1 | c1 | d1 | e1 | f1 | g1 | h1 |

El Ajedrez de Alicia es una variante del ajedrez jugada con dos tableros puestos uno al lado de otro. Es llamado así por el personaje "Alicia" en el libro de Lewis Carroll Alicia a través del espejo. Como un gran número de otras variantes, fue inventado por V. R. Parton.
Dado que no se puede ocupar un cuadrado en ambas tablas (ver las reglas) es posible jugar al ajedrez de Alicia en un tablero, mientras que se mantiene bajo control la ubicación de las piezas para indicar que están en el tablero B. El mismo efecto se puede producir en la pantalla de una computadora utilizando el de revés las piezas en lugar de fichas.

## Reglas
| a8 | b8 | c8 | d8 | e8 | f8 | g8 | h8 |
| a7 | b7 | c7 | d7 | e7 | f7 | g7 | h7 |
| a6 | b6 | c6 | d6 | e6 | f6 | g6 | h6 |
| a5 | b5 | c5 | d5 | e5 | f5 | g5 | h5 |
| a4 | b4 | c4 | d4 | e4 | f4 | g4 | h4 |
| a3 | b3 | c3 | d3 | e3 | f3 | g3 | h3 |
| a2 | b2 | c2 | d2 | e2 | f2 | g2 | h2 |
| a1 | b1 | c1 | d1 | e1 | f1 | g1 | h1 |

| a8 | b8 | c8 | d8 | e8 | f8 | g8 | h8 |
| a7 | b7 | c7 | d7 | e7 | f7 | g7 | h7 |
| a6 | b6 | c6 | d6 | e6 | f6 | g6 | h6 |
| a5 | b5 | c5 | d5 | e5 | f5 | g5 | h5 |
| a4 | b4 | c4 | d4 | e4 | f4 | g4 | h4 |
| a3 | b3 | c3 | d3 | e3 | f3 | g3 | h3 |
| a2 | b2 | c2 | d2 | e2 | f2 | g2 | h2 |
| a1 | b1 | c1 | d1 | e1 | f1 | g1 | h1 |

| a8 | b8 | c8 | d8 | e8 | f8 | g8 | h8 |
| a7 | b7 | c7 | d7 | e7 | f7 | g7 | h7 |
| a6 | b6 | c6 | d6 | e6 | f6 | g6 | h6 |
| a5 | b5 | c5 | d5 | e5 | f5 | g5 | h5 |
| a4 | b4 | c4 | d4 | e4 | f4 | g4 | h4 |
| a3 | b3 | c3 | d3 | e3 | f3 | g3 | h3 |
| a2 | b2 | c2 | d2 | e2 | f2 | g2 | h2 |
| a1 | b1 | c1 | d1 | e1 | f1 | g1 | h1 |

| a8 | b8 | c8 | d8 | e8 | f8 | g8 | h8 |
| a7 | b7 | c7 | d7 | e7 | f7 | g7 | h7 |
| a6 | b6 | c6 | d6 | e6 | f6 | g6 | h6 |
| a5 | b5 | c5 | d5 | e5 | f5 | g5 | h5 |
| a4 | b4 | c4 | d4 | e4 | f4 | g4 | h4 |
| a3 | b3 | c3 | d3 | e3 | f3 | g3 | h3 |
| a2 | b2 | c2 | d2 | e2 | f2 | g2 | h2 |
| a1 | b1 | c1 | d1 | e1 | f1 | g1 | h1 |

Todas las piezas se mueven en la misma forma que en el ajedrez estándar, excepto que en el Ajedrez de Alicia se juega normalmente sin la captura al paso. En el inicio del juego, las piezas se colocan en la misma posición que en el ajedrez normal, en el tablero "A", con el segundo tablero vacío. Siempre que se hace un movimiento, la pieza movida pasa "a través del espejo" hasta el otro tablero; si la pieza parte desde el tablero "A", termina en el tablero "B"; y si empieza en el tablero "B", termina en el tablero "A"; siempre en las mismas coordenadas en las que terminaría en el primer tablero. Por ejemplo, luego del movimiento de apertura 1.Cf3 e6 (ver notación algebraica), ambas piezas se mueven a su respectivo escaque de destino en el tablero B. Si el juego continúa en 2.Cd5 Ac5, el caballo vuelve al tablero A, cuando el alfil se mueve al tablero B.
| a8 | b8 | c8 | d8 | e8 | f8 | g8 | h8 |
| a7 | b7 | c7 | d7 | e7 | f7 | g7 | h7 |
| a6 | b6 | c6 | d6 | e6 | f6 | g6 | h6 |
| a5 | b5 | c5 | d5 | e5 | f5 | g5 | h5 |
| a4 | b4 | c4 | d4 | e4 | f4 | g4 | h4 |
| a3 | b3 | c3 | d3 | e3 | f3 | g3 | h3 |
| a2 | b2 | c2 | d2 | e2 | f2 | g2 | h2 |
| a1 | b1 | c1 | d1 | e1 | f1 | g1 | h1 |

| a8 | b8 | c8 | d8 | e8 | f8 | g8 | h8 |
| a7 | b7 | c7 | d7 | e7 | f7 | g7 | h7 |
| a6 | b6 | c6 | d6 | e6 | f6 | g6 | h6 |
| a5 | b5 | c5 | d5 | e5 | f5 | g5 | h5 |
| a4 | b4 | c4 | d4 | e4 | f4 | g4 | h4 |
| a3 | b3 | c3 | d3 | e3 | f3 | g3 | h3 |
| a2 | b2 | c2 | d2 | e2 | f2 | g2 | h2 |
| a1 | b1 | c1 | d1 | e1 | f1 | g1 | h1 |

| a8 | b8 | c8 | d8 | e8 | f8 | g8 | h8 |
| a7 | b7 | c7 | d7 | e7 | f7 | g7 | h7 |
| a6 | b6 | c6 | d6 | e6 | f6 | g6 | h6 |
| a5 | b5 | c5 | d5 | e5 | f5 | g5 | h5 |
| a4 | b4 | c4 | d4 | e4 | f4 | g4 | h4 |
| a3 | b3 | c3 | d3 | e3 | f3 | g3 | h3 |
| a2 | b2 | c2 | d2 | e2 | f2 | g2 | h2 |
| a1 | b1 | c1 | d1 | e1 | f1 | g1 | h1 |

| a8 | b8 | c8 | d8 | e8 | f8 | g8 | h8 |
| a7 | b7 | c7 | d7 | e7 | f7 | g7 | h7 |
| a6 | b6 | c6 | d6 | e6 | f6 | g6 | h6 |
| a5 | b5 | c5 | d5 | e5 | f5 | g5 | h5 |
| a4 | b4 | c4 | d4 | e4 | f4 | g4 | h4 |
| a3 | b3 | c3 | d3 | e3 | f3 | g3 | h3 |
| a2 | b2 | c2 | d2 | e2 | f2 | g2 | h2 |
| a1 | b1 | c1 | d1 | e1 | f1 | g1 | h1 |

Un movimiento, para ser legal, tiene que ser legal en el tablero en el que se juega, y el escaque de destino en el otro tablero debe estar vacío. Entonces, las piezas sólo capturan a las piezas en su mismo tablero; entonces las piezas en el tablero A capturan otras piezas en el tablero A, y las piezas en el tablero B capturan otras piezas en el tablero B. Luego de una captura hecha, la pieza capturante se mueve al otro tablero, igual que como sería un movimiento normal. Si el juego continúa como 3.Cxf7, el caballo se transfiere al tablero B. En esta posición, las negras hacen los movimientos 3...Rxf7 y 3...Axf2 siendo ambos ilegales. También, las negras no pueden mover 3...Dd4, porque normalmente, no puede saltar sobre otro peón en d7. De todas formas, 3...Ag1 es posible, a pesar del hecho de que hay un peón blanco en f2 en el tablero A: el alfil negro comienza en el tablero B, el movimiento Ac5-g1 es legal allí, y el escaque g1 está vacío en el tablero A. Esto es todo lo que importa.

## Variaciones
|       |       |       |       |       |    |    |    |    |  |
|       | a8 rd | b8 qd | c8 kd | d8 rd | e8 | f8 | g8 | h8 |  |
| a7 nd | b7 bd | c7 bd | d7 nd | e7    | f7 | g7 | h7 |    |  |
| a6 pd | b6 pd | c6 pd | d6 pd | e6    | f6 | g6 | h6 |    |  |
| a5    | b5    | c5    | d5    | e5    | f5 | g5 | h5 |    |  |
| a4    | b4    | c4    | d4    | e4    | f4 | g4 | h4 |    |  |
| a3 pl | b3 pl | c3 pl | d3 pl | e3    | f3 | g3 | h3 |    |  |
| a2 nl | b2 bl | c2 bl | d2 nl | e2    | f2 | g2 | h2 |    |  |
| a1 rl | b1 ql | c1 kl | d1 rl | e1    | f1 | g1 | h1 |    |  |
|       |       |       |       |       |    |    |    |    |  |

El juego puede ser jugado con una modification menor a la regla. Por ejemplo, en una variante llamada Ajedrez de Alicia 2 en SchemingMind.com, las blancas y negras empiezan en diferentes tableros. En otra variante, Ajedrez de Ms. Alicia, los movimientos nulos (la transferencia de una pieza de su actual posición al escaque correspondiente en el otro tablero) son permitidos.
En su artículo original, V. R. Parton sugirió una versión pequeña, como el diagrama a la derecha.